# Сиксьё-Сен-Жюльен-э-Каризьё
Сиксьё-Сен-Жюльен-э-Каризьё (фр. Siccieu-Saint-Julien-et-Carisieu) — коммуна во Франции, находится в регионе Рона — Альпы. Департамент коммуны — Изер. Входит в состав кантона Кремьё. Округ коммуны — Ла-Тур-дю-Пен.
Код INSEE коммуны — 38488. Население коммуны на 1999 год составляло 496 человек. Населённый пункт находится на высоте от 237  до 417  метров над уровнем моря. Муниципалитет расположен на расстоянии около 420 км юго-восточнее Парижа, 37 км восточнее Лиона, 70 км северо-западнее Гренобля. Мэр коммуны — Изабель Фрашетт, мандат действует на протяжении 2001—2008 гг.
Динамика населения (INSEE):